# ニコラース・ヨハネス・ローゼンボーム
ニコラース・ヨハネス・ローゼンボーム（Nicolaas Johannes Roosenboom、1805年8月23日 - 1880年3月1日）はオランダの画家である。風景画や海洋画を描いた。

## 略歴
現在の北ホラント州のスヘリングワウド(Schellingwoude)に生まれた。当時アムステルダムの代表的な風景画家、アンドレアス・スヘルフハウトに絵を学び、1835年にスヘルフハウトの娘と結婚した。4人の子供が生まれ、娘のマルガレータ・ローゼンボーム（Margaretha Roosenboom）は静物画、特に花を描くのが得意な画家となった。
1846年にハールレムの美術学校（Haarlems Teekencollegie)の運営理事に選ばれた。1826年から1876年の間、デン・ハーグやアムステルダムの展覧会に出展した。
風景画家として成功し、ヨーロッパ各地を訪れ、風景画を描いた。
弟子には、娘のマルガレータの他、 クリュスマン(Fredrik Marinus Kruseman）、コルネリス・リーステ（Cornelis Lieste）、ファン・フェルツェン(Johannes Petrus van Velzen)らがいる。

## 作品

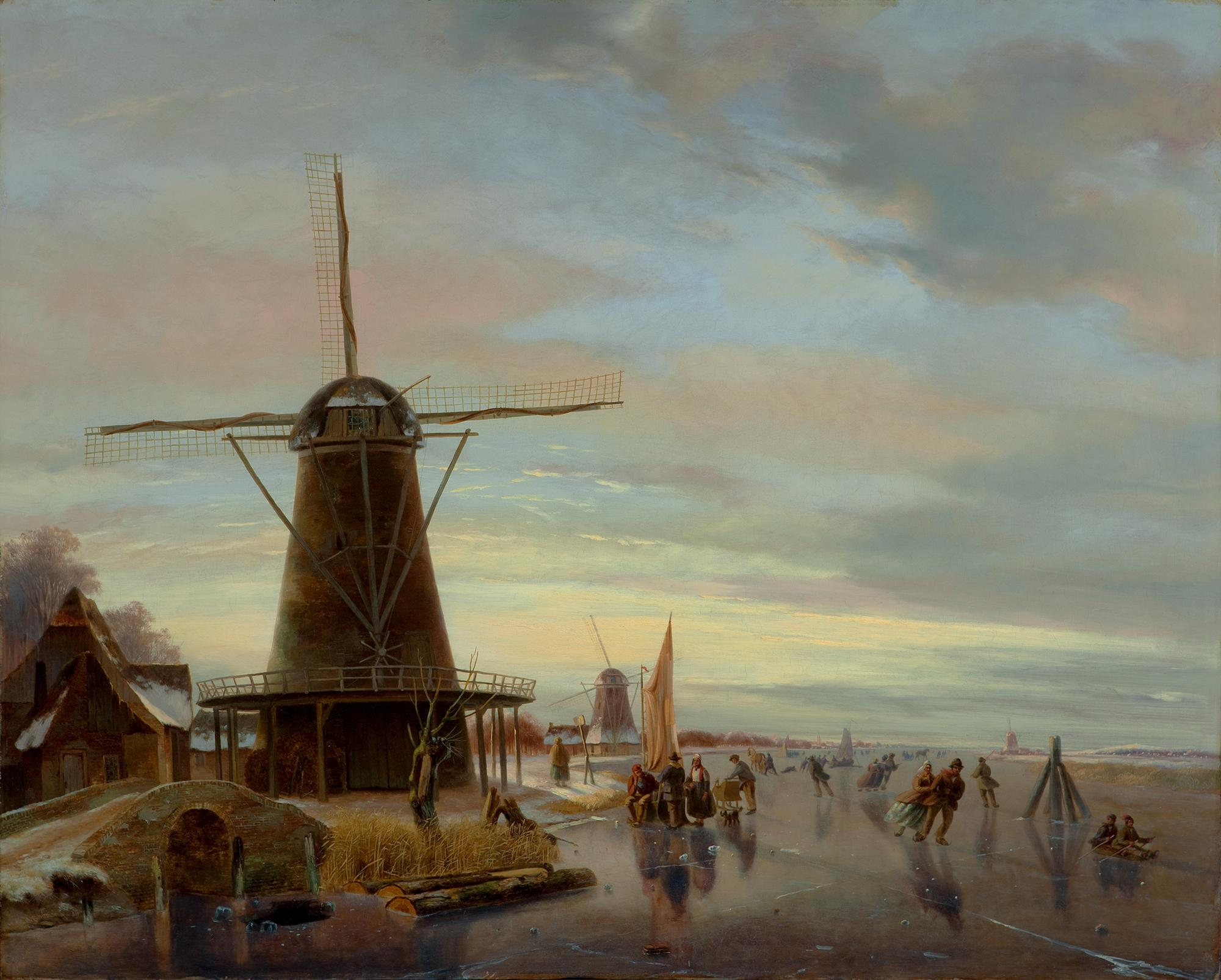
凍った水路のスケート (1839)
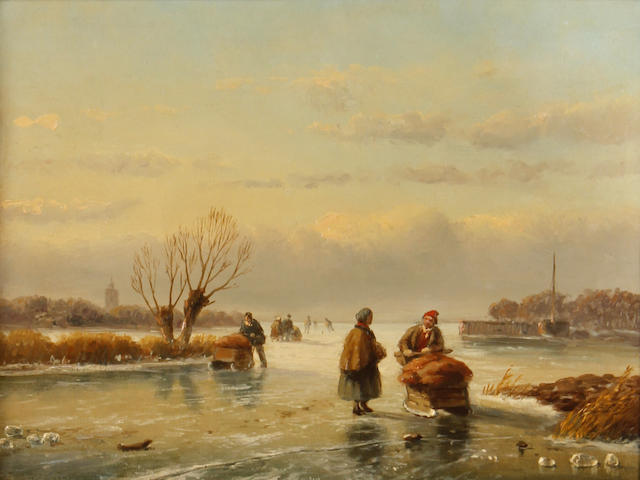
氷上の人物画
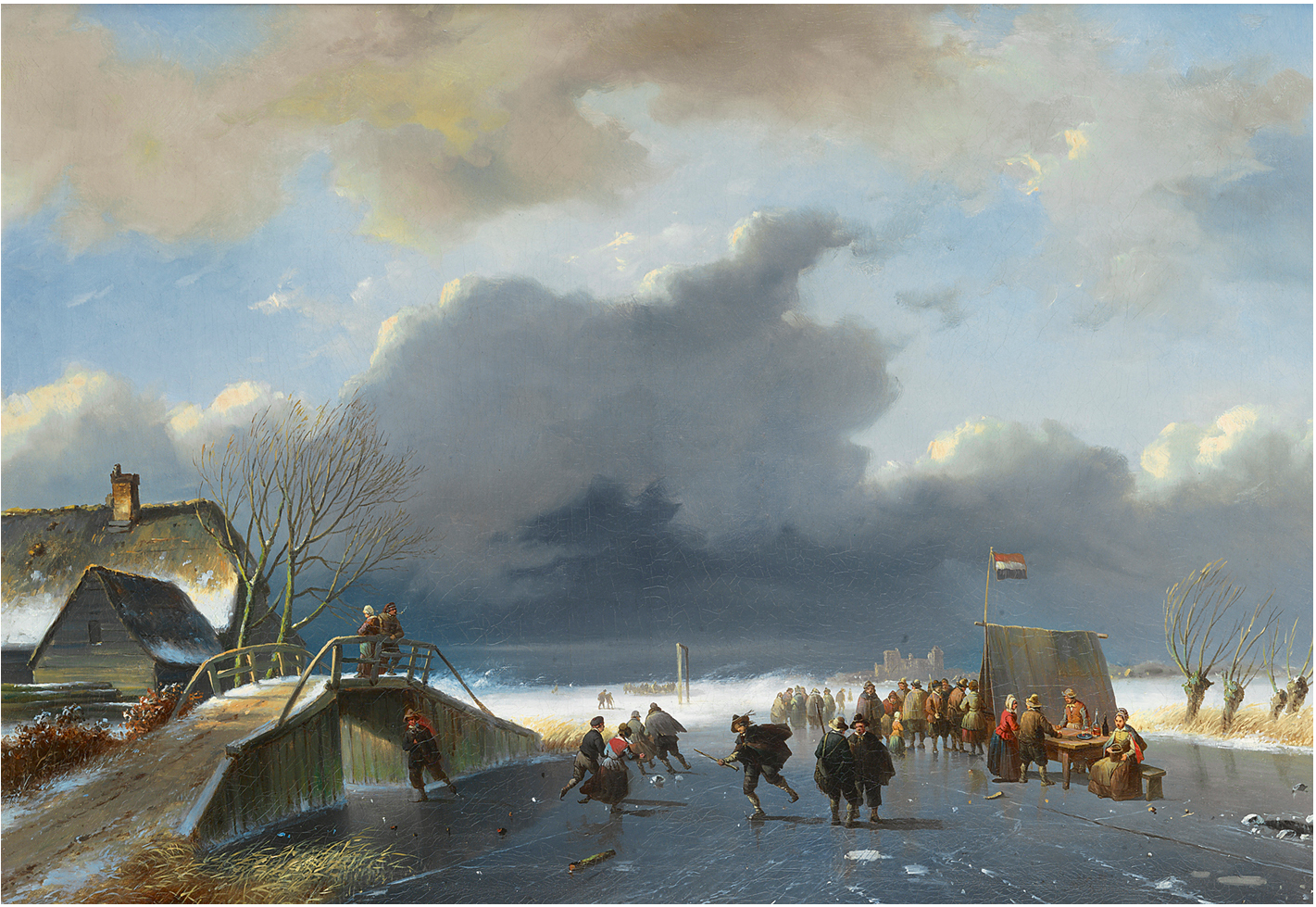
「koek-en-zopie」と氷遊び (Henri Adolphe Schaepと共作)